# Echt-Susteren
Echt-Susteren ( udtale ?; Limburgsk: Ech-Zöstere) er en kommune og en by, beliggende i den sydlige provins Limburg i Nederlandene. Kommunens areal er på 104,53 km², og indbyggertallet er på 31.955 pr. 1. april 2016.
Echt-Susteren opstod i 2003 efter sammenlægning af Echt og Susteren kommunerne.

## Kernerne
Echt-Susteren har 10 officielle centre (byer, landsbyer). De byskilte er overalt tosprogede; i nederlandsk og lokale Limburgsk. Disse Limburgske navne er valgt af beboerne i de steder og kan afvige fra den Veldeke stavemåde.
Kommunen Echt-Susteren består af følgende landsbyer og bebyggelser.
Ydermere er der følgende bebyggelser:
| - Aasterberg - Baakhoven - Berkelaar - Echterbosch - Gebroek - Illikhoven - Kokkelert | - Oevereind - Ophoven - Oud Roosteren - Putbroek - Spaanshuisken - Visserweert |

## Galleri
- Kirken Susteren
- Kirken Pey
- Kirken Nieuwstadt
- Nieuwstadt og Susteren i 1653
- Kirken Echt

## Nabokommunen
Kommunen grænser op til Maasgouw, Roerdalen, Maaseik (B), Waldfeucht (T), Selfkant (T) og Sittard-Geleen.
| Maasgouw       |  | Roerdalen      |
| Maaseik (B)    |  | Waldfeucht (T) |
| Sittard-Geleen |  | Selfkant (T)   |

51°04′59″N 5°52′01″Ø / 51.083°N 5.867°Ø